# Satinder Singh
Pour les articles homonymes, voir Singh.
Satinder Singh Bajwa (né le 7 février 1987) est un athlète indien, spécialiste du 400 m haies.
Son meilleur temps est de 49 s 99 obtenu à Hyderabad le 25 juin 2012. Il a remporté une médaille de bronze lors des Championnats d'Asie 2013.